# Henryk Chaim Adler
Henryk Chaim Adler (ur. 11 listopada 1912 w Sosnowcu) – oficer Oddziału II Sztabu Generalnego LWP/Zarządu II Sztabu Generalnego Wojska Polskiego w latach 1949–1953, agent nielegalny Oddziału II we Francji w latach 1947–1949, działacz francuskiej, palestyńskiej, hiszpańskiej i angielskiej partii komunistycznej.